# Музей Пибоди в Эссексе
Музей Пибоди в Эссексе (англ. Peabody Essex Museum) — американский художественный музей в городе Сейлем, округ Эссекс, штат Массачусетс, существующий с 1992 года после объединения Essex Institute с Музеем Пибоди в Сейлеме. Один из старейших непрерывно действующих музеев в Соединенных Штатах. Его фонды насчитывают около 1,3 млн экспонатов, а также двадцать два исторических здания.

## История
В 1992 году Музей Пибоди в Сейлеме был объединен с Essex Institute и сформирован Музей Пибоди в Эссексе, вобравший в себя наследие общества East India Marine Society, основанного в 1799 группой капитанов и перевозчиков грузов в Сейлеме. Обществом было построено здание  East India Marine Hall, являющееся Национальным историческим памятником, в котором в 1820-х годах была размещена первая коллекция. Эта коллекция была приобретена  в 1867 году академией Peabody Academy of Science  (позже переименованной в Музей Пибоди в Салеме) вместе со зданием, которое продолжало служить в качестве музейного пространства.
В 2003 году музей завершил реконструкцию и расширения стоимостью $100 млн, в результате которых выставочное пространство достигло  250 000 квадратных футов (23 000 м²).
В 2011 году музей заявил, что привлек $550 млн для последующего развития, которое предусматривало добавлении новой галереи, образовательного зала и ресторана с планируемой общую площадью 550 000 квадратных футов, что сделало бы его крупнейшим среди художественных музеев США (архитектор проекта Rick Mather). По некоторым объективным причинам открытие новых площадей перенесено на 2019 год.

## Коллекция
Среди коллекций музея имеются произведения американского декоративного искусства; азиатского искусства, включая японское, корейское и китайское; искусства коренных американцев; океанического искусства; африканского и индийского искусств; а также редкие книги и  рукописи; фотографии и архитектурные произведения. Музей владеет обширной коллекцией морского искусства, включая произведения мариниста Джеймса Барда.